# Nowe Domy
Nowe Domy (niem. Neuhaus, czyli Nowy Dom) – do 1990 roku niewielkie osiedle we Wrocławiu, w ówczesnej dzielnicy Fabryczna, położone na granicy pomiędzy Maślicami Małymi a Wielkimi, przy skrzyżowaniu ulic Potokowej i Północnej. Nie na wszystkich planach miasta jest ono wyróżniane, czasami zalicza się je do Maślic Wielkich. Tak jak całe Maślice, Nowe Domy w granice miasta Wrocławia trafiły w 1928.
W czasach przed rokiem 1945 ulica Potokowa miała niem. nazwę Neuhäuser Weg (tj. dosłownie „Droga Nowodomska” lub „Droga do Nowego Domu”). Znajdująca się w tej okolicy filia fabryki Ardelt Werke produkowała amunicję, silniki do U-Bootów i samolotów Luftwaffe oraz części do V1 i V2.
Po wojnie teren ten zajęła Armia Czerwona. Pomimo wywiezienia przez Niemców większości wyposażenia fabryki, uruchomiono tu tajną produkcję na potrzeby Armii Czerwonej. Na potrzeby oficerów sowieckich pełniących służbę w okolicznych koszarach powstało przy ul. Północnej kilka niewielkich budynków wielorodzinnych z wielkiej płyty. Po wycofaniu się Armii Czerwonej z Polski domy te oddane zostały miastu, odremontowane i ponownie zasiedlone, natomiast niektóre budynki pofabryczne służą jako magazyny, inne pozostają niewykorzystane.
Osiedla Nowe Domy (w liczbie mnogiej) nie należy mylić z innym wrocławskim osiedlem Nowy Dom (w liczbie pojedynczej) położonym między Bierdzanami a Opatowicami w południowo-wschodniej części miasta na terenach dawnej dzielnicy Krzyki.